# Aeria
Aeria (лат.) — род бабочек из семейства нимфалид (Nymphalidae) и подсемейства данаид (Danainae). Распространены в Южной Америке.

## Виды
- Aeria elara (Hewitson, 1855) — Северная Колумбия, от Венесуэлы до Юго-восточной Бразилии
- Aeria eurimedia (Cramer, 1777) — от Мексики до Колумбии и Гайана
- Aeria olena Weymer, 1875 — Бразилия